# Allen Ginsberg

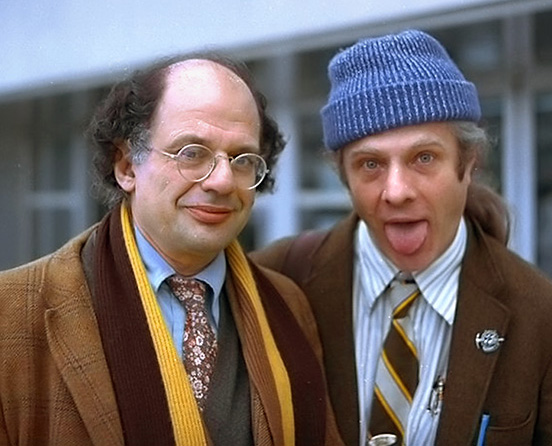
Allen Ginsberg (links) mit seinem Lebensgefährten Peter Orlovsky (1978)

Irwin Allen Ginsberg [ˈælən ˈgɪnzˌbɝg] (* 3. Juni 1926 in Paterson, New Jersey; † 5. April 1997 in New York) war ein US-amerikanischer Dichter der Beat Generation. Er gilt als Vater der Flower-Power-Bewegung.

## Leben

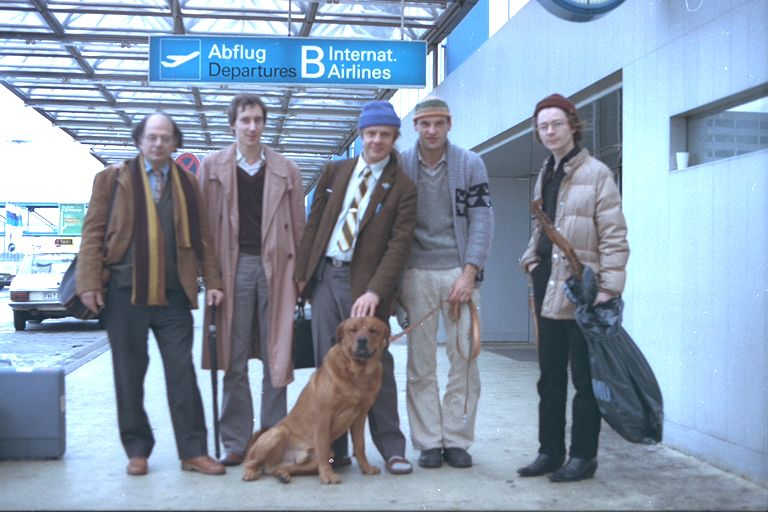
Allen Ginsberg (links) – Flughafen Frankfurt (1978)

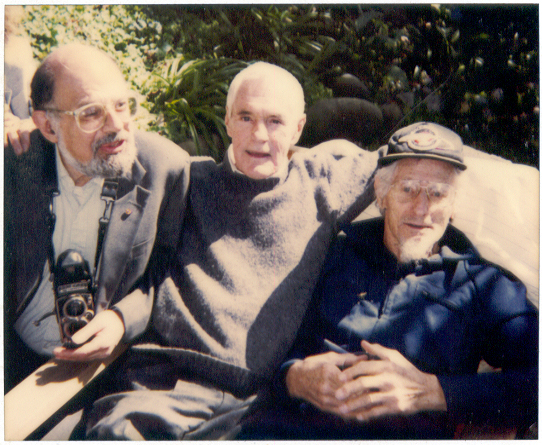
Ginsberg mit Timothy Leary und John C. Lilly (1991)

Allen Ginsbergs Eltern waren Naomi geborene Levy und Louis Ginsberg. Die Mutter, eine russische Emigrantin, war eine engagierte Kommunistin. Sie erkrankte psychisch, unternahm mehrere Selbstmordversuche und starb 1956. Der Vater, ein politisch aktiver Lehrer, überredete seinen Sohn, an der Columbia University Rechtswissenschaft zu studieren. Dort lernte dieser Jack Kerouac, William S. Burroughs, Neal Cassady und später Harold Norse kennen, die sein Werk beeinflussen sollten. Mit Neal Cassady und Charles Plymell lebte er in den 1960er Jahren in einer Wohngemeinschaft.
Im Dezember 1954 lernte Ginsberg Peter Orlovsky kennen, mit dem er bis zu seinem Tod in einer offenen Beziehung zusammenlebte.
Seine Dichtung wurde von der Klassischen Moderne, aber auch der Romantik, dem Jazz sowie vom Buddhismus und seiner jüdischen Herkunft geprägt. Auch die Homosexualität, zu der er sich früh bekannte, sein politisch linkes bis anarchistisches Engagement sowie Zen, Yoga und bewusstseinsverändernde Drogen wirkten auf sein Schaffen. Ginsberg selbst nannte zudem William Blake und Walt Whitman als wesentliche Einflüsse. Der bedeutendste unter seinen Mentoren und Förderern war jedoch der Dichter William Carlos Williams, der Ginsberg entscheidend dabei half, seine eigene dichterische Stimme zu finden. Sein bekanntestes Werk ist das lange Gedicht Howl, das seinen Ruhm begründete und das 1956 einen Skandal auslöste, da Ginsbergs Sprache damals vielen als obszön erschien – was dazu führte, dass das Gedicht vorübergehend verboten und der Verleger und Dichter Lawrence Ferlinghetti verhaftet wurde. Das Verbot führte zu einer wichtigen Kampagne im Kampf um künstlerische Freiheit; schließlich hob ein Richter das Verbot wieder auf. Als zweites dichterisches Hauptwerk Ginsbergs gilt Kaddish, das er zum Andenken an seine verstorbene Mutter verfasste.
Zu einem Eklat kam es während Ginsbergs Besuch in Prag, wohin er aus Kuba im Februar 1965 abgeschoben wurde. Ginsberg nahm dort im Mai 1965 mit seinen tschechischen Freunden am Majáles teil, einem traditionsreichen studentischen Maifest, das durch das kommunistische Regime aus politischen Gründen in der Regel jährlich verboten wurde. Ginsberg wurde dort zum traditionellen Majáles-König gewählt. Umgehend wurde Ginsberg wegen Alkoholismus, Narkomanie, Unruhestiftung und Propagierung der Homosexualität verhaftet und innerhalb von zwei Tagen aus der Tschechoslowakei ausgewiesen.
Im November 1965 forderte Ginsberg in einem Essay mit dem Titel How to Make a March/Spectacle, dass den Protestierenden gegen den Vietnamkrieg „Massen von Blumen“ zur Verfügung gestellt werden sollten, um sie an Polizisten zu verteilen, und prägte damit den Begriff „Flower-Power“.
Ginsberg war befreundet mit dem Musiker und Lyriker Bob Dylan. Beide arbeiteten zusammen an einer Reihe von Vertonungen einer Auswahl von Ginsbergs Gedichten und tauschten sich oft künstlerisch aus. 1977 steuerten die beiden zusammen Hintergrundgesang zu einem Stück von Leonard Cohens Album Death of a Ladies’ Man bei. Auch den progressiven Labour-Politiker Tom Driberg zählte Ginsberg zu seinen engeren Freunden. Auch mit Paul McCartney war er bekannt, mit dem er über Poesie und Songs sprach und der den Titel des Musikalbums Electric Arguments Ginsbergs Gedicht Kansas City to St. Louis entnahm.
In späteren Jahren war Allen Ginsberg Buddhist und Schüler von Chögyam Trungpa Rinpoche, den er zufällig in New York kennengelernt hatte. Später lehrte er an der Naropa University in Boulder (Colorado), die von Trungpa Rinpoche gegründet worden war. 1973 wurde Ginsberg in die American Academy of Arts and Letters und 1992 in die American Academy of Arts and Sciences gewählt. Ginsberg wirkte 1989 in Rosa von Praunheims Film Schweigen = Tod über den Kampf von Künstlern in New York City für AIDS-Aufklärung und die Rechte von Infizierten und Erkrankten mit.

## Rezeption
Der US-amerikanische Avantgarde-Künstler Bruce Conner schuf 1960 ein Portrait of Allen Ginsberg als Mixed-Media-Objekt.
Allen Ginsberg ist als Gaststimme auf dem Album Combat Rock der britischen Punkband The Clash zu hören.
Rob Epstein und Jeffrey Friedman produzierten Howl – Das Geheul, einen experimentellen, dokumentarischen Spielfilm aus dem Jahr 2010. Er basiert auf dem Gedicht Howl und den Umständen seiner Veröffentlichung.
2013 erschien mit Kill Your Darlings ein weiterer Film über das Leben von Ginsberg und anderen Vertretern der Beat Generation.

## Werke
- Howl. 1956.
- Lysergic Acid. 1959 (online).
- Kaddish and Other Poems 1958–1960. City Lights Books, San Francisco 1961.
- Reality Sandwiches. 1963.
- Planet News 1961–1967. City Lights Books, San Francisco 1968.
- Empty Mirror. Cornith Books, New York 1970.
- Improvised Poetics. Anonym Press, San Francisco 1972.
- Mind Breaths. Poems 1972–1977. City Lights Books, San Francisco 1977.
- As Ever. The collected correspondence of Allen Ginsberg and Neal Cassady. Creative Arts Book, Berkley (California) 1977.
- Composed on the Tongue. Grey Fox Press, Bolina (California) 1980.
- Reality Sandwiches – Fotografien. Herausgegeben von Michael Köhler, Nishen, Berlin 1989, ISBN 3889400434.
- Illuminated Poems (mit Eric Drooker). Four Walls Eight Windows, New York 1996.
- Death & Fame. Last Poems 1993–1997. Harper Perennial, New York 1999 (deutsch Tod & Ruhm. Stadtlichter Presse, Wenzendorf 2015).
- Collected Poems 1947–1997. HarperCollins Publishers, New York 2006.
- Howl (mit Eric Drooker). Harper Perennial, New York 2010.
- The Complete Songs of Innocence and Experience. Omnivore Recordings, 2017.

## Diskografie
- Gate. Two Evenings With Allen Ginsberg Peter Orlovsky Gregory Corso Steven Taylor. Vol. 1. Songs (LOFT 1001 / Edition Zweitausendeins 1980). – LP.
- The Lion For Real (Island Records 1989). – CD.
- Holy Soul Jelly Roll (Rhino Records 1994). – 4 CDs mit insgesamt 52 Aufnahmen, zusammengestellt von Hal Willner.
- Allen Ginsberg in Wuppertal. Poems And Songs (Kunstverein für die Rheinlande und Westfalen, Düsseldorf / Edition S Press 1998). – CD.

## Filme
- Schweigen = Tod, Regie: Rosa von Praunheim, 1990
- Junge Wilde (Originaltitel: Kill Your Darlings), Regie: John Krokidas, 2013